# Kyla Pratt
Kyla Alissa Pratt (Los Angeles, Califórnia, 16 de setembro de 1986) é uma atriz, cantora e dubladora americana.

## Biografia
Kyla nasceu em Morgan City, Louisiana, é a mais velha dos cinco filhos de Kecia Pratt-McCullar, uma professora, e Johnny McCullar, um jogador profissional de basquete. Ela começou a atuar aos 8 anos, aparecendo em comerciais para um jogo de computador.

## Carreira
Pratt fez sua estréia na televisão em 1995, quando ela apareceu como Mindy em Barney & Friends,  em seguida, participou de um episódio de  Walker, Texas Ranger. No ano seguinte, foi convidada para participar de um episódio de Friends,  e continuou fazendo participações especiais em: Smart Guy, Sister, Sister, Family Matters, Lizzie McGuire, Moesha e The Parkers.
Em 2001, ela ganhou o papel de Breanna Barnes na série da UPN One on One (2001-2006).
Durante a execução de  One on One, Pratt também  dublou Penny Proud, a  personagem principal do  série animada do Disney Channel The Proud Family.  Ela também dublou a personagem em The Proud Family Movie em 2005. Além de papéis na televisão, Pratt também apareceu em vários filmes, incluindo Love & Basketball (2000) e Fat Albert (2004). Ela interpretou Maya Dolittle em Dr. Dolittle (1998) e Dr. Dolittle 2 (2001). Ela reprisou seu papel como Maya Dolittle nos filmes lançados diretos em DVD Dr. Dolittle 3(2006), Dr. Dolittle: Tail to the Chief (2008) e  Dr. Dolittle: Million Dollar Mutts (2009). Em 2009, Kyla Pratt co-estrelou ao lado de Emma Roberts e Jake T. Austin em Hotel for Dogs.

## Carreira Musical
Como um membro do Disney Channel Circle of Stars, Kyla realizou uma versão cover de "Circle of Life" e "A Dream is a Wish Your Heart Makes".

## Videografia
| Ano  | Artista | Título da música     |
| ---- | ------- | -------------------- |
| 2003 | B2K     | "What A Girl Wants'' |

## Filmografia
Filmes
| Título                             | Ano  | Personagem      |
| ---------------------------------- | ---- | --------------- |
| Riot                               | 1997 | Jenny Baker     |
| Mad City                           | 1997 | criança         |
| Barney's Great Adventure           | 1998 | Marcella Walker |
| Dr. Dolittle                       | 1998 | Maya Dolittle   |
| Love & Basketball                  | 2000 | Monica          |
| Dr. Dolittle 2                     | 2001 | Maya Dolittle   |
| The Seat Filler                    | 2005 | Diona           |
| Fat Albert                         | 2004 | Doris           |
| The Proud Family Movie             | 2005 | Penny Proud     |
| Dr. Dolittle 3                     | 2006 | Maya Dolittle   |
| Dr. Dolittle: A Tinsel Town Tail   | 2009 | Maya Dolittle   |
| Dr. Dolittle: Million Dollar Mutts | 2008 | Maya Dolittle   |
| Hotel for Dogs                     | 2009 | Heather         |

Series
| Ano       | Título                    | Personagem               |
| --------- | ------------------------- | ------------------------ |
| 1993      | Where I Live              | Brittany                 |
| 1993      | Living Single             | Tracy                    |
| 1993      | Touched By An Angel       | Annie                    |
| 1995–1999 | The Parent 'Hood          | Monica                   |
| 1996      | The Show                  | Nia                      |
| 1996      | In the House              | Erica                    |
| 1996      | ER                        | Lily                     |
| 1996      | Friends                   | Charla Nichols           |
| 1997      | Family Matters            | Kelsey                   |
| 1997      | Walker, Texas Ranger      | Kyla Jarvis              |
| 1997–1998 | Smart Guy                 | Lillie/Brandi            |
| 1998      | The Pretender             | Tracy Johnson            |
| 1998      | Any Day Now               | Birdie                   |
| 1999      | Becker                    | Keisha                   |
| 1999      | So Weird                  | Kamilah Simmonds         |
| 1999      | Sister Sister             | Herself                  |
| 1999      | Jackie's Back             | Little Jackie Washington |
| 1999–2000 | Moesha                    | Patricia/Sabrina Wilson  |
| 2000      | The Parkers               | Shaquilla                |
| 2000      | The Hughleys              | Kenyatha                 |
| 2000      | Strong Medicine           | Donna Jenkins            |
| 2001      | Lizzie McGuire            | Brooke Baker             |
| 2001–2005 | The Proud Family          | Penny Proud (voz)        |
| 2001–2006 | One on One                | Breanna Latrice Barnes   |
| 2003      | Maniac Magee              | Amanda Beale             |
| 2004      | Veronica Mars             | Georgia                  |
| 2005      | Lilo & Stitch: The Series | Penny Proud (voz)        |
| 2005      | The Proud Family Movie    | Penny Proud (voz)        |
| 2007      | Hell on Earth             | Keri Diamond/Dumpin      |
| 2012–2014 | Let's Stay Together       | Crystal Whitmore         |
| 2012      | Big Time Movie            | Herself                  |
| 2012      | The Mentalist             | Juliana McVie            |
| 2015      | The Soul Man              | Alicia                   |
| 2016      | Recovery Road             | Trish Collins            |